# Tiranet frontbrú
El tiranet frontbrú (Pseudotriccus simplex) és un ocell de la família dels tirànids (Tyrannidae).

## Hàbitat i distribució
Habita els boscos dels Andes del sud-est del Perú i oest de Bolívia.